# Stelling van Künneth
In de algebraïsche topologie en de homologische algebra, beide deelgebieden van de wiskunde, is de stelling van Künneth een bewering die de homologie van twee objecten relateert aan de homologie van hun product. De klassieke formulering van de stelling van Künneth relateert de singuliere homologie van twee topologische ruimteen {\displaystyle X} en {\displaystyle Y} aan hun productruimte {\displaystyle X\times Y}. In het eenvoudigste geval is deze relatie die van een tensorproduct, maar voor toepassingen is het vaak nodig zijn om bepaalde instrumenten van de homologische algebra toe te passen om het antwoord uit te drukken.
Een stelling- of formule van Künneth is geldig in veel verschillende homologie- en cohomologietheorieën en de naam is een soortnaam geworden. Deze resultaten zijn naar de Duitse wiskundige Hermann Künneth genoemd.